# 휘닉스중앙제주
휘닉스중앙제주(PHOENIX JoongAng Jeju)는 대한민국의 리조트인 휘닉스 제주 섭지코지를 운영하는 기업으로, 보광그룹 계열사였으나 모기업인 (주)휘닉스중앙(당시 (주)보광)이 중앙미디어네트워크에 인수됨에 따라 중앙미디어네트워크 계열사로 편입되었다.